# Down Bad
Down Bad è un singolo pubblicato dall'etichetta discografica statunitense Dreamville Records nel 2019.

## Descrizione
Il singolo vede la collaborazione di J. Cole, J.I.D, Bas, EarthGang e Young Nudy. È stato pubblicato il 12 giugno 2019 assieme a Got Me come secondo singolo estratto dall'album compilation di Dreamville del 2019, Revenge of the Dreamers III. Down Bad è stata nominata ai Grammy Awards del 2020 per la Miglior interpretazione rap. Il brano interpola la canzone Inside in the Brain dei Cypress Hill.

## Video musicale
Il video musicale ufficiale della canzone è stato girato ad Atlanta ed è stato pubblicato su YouTube il 22 ottobre 2019.

## Accoglienza
Complex ha definito Down Bad come una delle migliori canzoni della settimana, definendolo un «inno chiassoso, kick-in-the-door pronto per il malcontento estivo».

## Successo commerciale
Down Bad inizialmente ha raggiunto la posizione numero 75 nella Billboard Hot 100. Dopo l'uscita dell'album da cui è stata estratta, Revenge of the Dreamers III, la canzone ha raggiunto la posizione numero 64. Il 22 novembre 2019, il singolo è stato certificato disco d'oro negli Stati Uniti.

## Tracce
Testi e musiche di Jermaine Cole, Olu O. Fann, Quantavious Thomas, Abbas Hamad, Asheton Hogan, Destin Route.
1. Dreamville – Down Bad – 2:49

## Formazione
Crediti e personale adattati da Tidal.
- Jermaine Cole – voce
- JID – voce
- EarthGang – voce
- Young Nudy – voce
- Pluss – produzione
- Joe LaPorta – mastering
- Juru Davis – missaggio
- Miguel Scott – ingegneria del suono

## Classifiche
| Classifica (2019) | Posizione massima |
| ----------------- | ----------------- |
| Canada            | 69                |
| Nuova Zelanda     | 10                |
| Stati Uniti       | 64                |